# Web.com
Web.com Group, Inc. là một công ty dot-com của Mỹ cung cấp các dịch vụ thiết kế website cùng với lưu trữ website, đăng ký tên miền, phát triển web và các dịch vụ tiếp thị kỹ thuật số khác. Web.com đóng vai trò là đối tác cho các doanh nghiệp nhỏ và siêu nhỏ cũng như các doanh nhân. 
Ban đầu, công ty này được Darin Brannan thành lập vào năm 1999 tại Jacksonville, Florida với tên gọi Website Pros Inc.. Mãi đến đầu năm 2008, sau khi mua lại Web.com, một công ty có trụ sở tại Atlanta do Waldemar Fernández thành lập năm 1981 (tên cũ là Interland, Inc.), Website Pros Inc. mới chính thức đổi tên thành Web.com.
Năm 2021, Web.com sáp nhập với Endurance Web Presence để thành lập một công ty mới mang tên Newfold Digital.

## Tổng quan
Web.com được Darin Brannan thành lập vào năm 1999 tại Jacksonville, Florida với tư cách là một công ty chuyên cung cấp dịch vụ đăng ký tên miền và phát triển web cùng nhiều dịch vụ khác. Web.com đóng vai trò là đối tác cho các doanh nghiệp nhỏ và siêu nhỏ cũng như các doanh nhân.
Theo báo cáo, Web.com có 3,3 triệu người đăng ký vào tháng 1 năm 2016. Công ty này có văn phòng tại hơn 20 tiểu bang của Hoa Kỳ, và tại Argentina (Buenos Aires), Canada (Barrie, Ontario và Nova Scotia) và Vương quốc Anh (bao gồm cả Cardiff, Wales). Web.com được giao dịch với tên "WEB" trên NASDAQ.
David Brown từng là tổng giám đốc điều hành (CEO) của Web.com cho đến đầu năm 2019. Okumus Fund Management là cổ đông lớn nhất của Web.com, nắm giữ 18,64% cổ phần của công ty tính đến tháng 3 năm 2017. Năm 2015, Okumus và Web.com đã đồng ý bổ nhiệm hai giám đốc độc lập vào ban giám đốc của công ty.
Vào tháng 5 năm 2017, công ty có 3.500 nhân viên và có giá trị vốn hóa thị trường là 1,1 tỷ USD. Web.com có giá trị định giá là 1,21 tỷ USD, tính đến tháng 6 năm 2017.